# 蓬特韦斯
蓬特韦斯（法語：Pontevès，法語發音：[pɔ̃tvɛs]）是法国普罗旺斯-阿尔卑斯-蓝色海岸大区瓦尔省的一个市镇，属于布里尼奥勒区。

## 地理
蓬特韦斯（43°33'13"N, 6°1'46"E）面积41.07 平方千米，位于法国普罗旺斯-阿尔卑斯-蓝色海岸大区瓦尔省，该省份为法国东南部沿海省份，北起上普罗旺斯阿尔卑斯省，西北角与沃克吕兹省接壤，西接罗讷河口省，南濒地中海，东临滨海阿尔卑斯省。
与蓬特韦斯接壤的市镇（或旧市镇、城区）包括：里耶兹、巴尔若勒、沙托韦尔、科朗斯、科蒂尼亚克、福克斯昂富、锡扬拉卡斯卡德、塔韦讷。

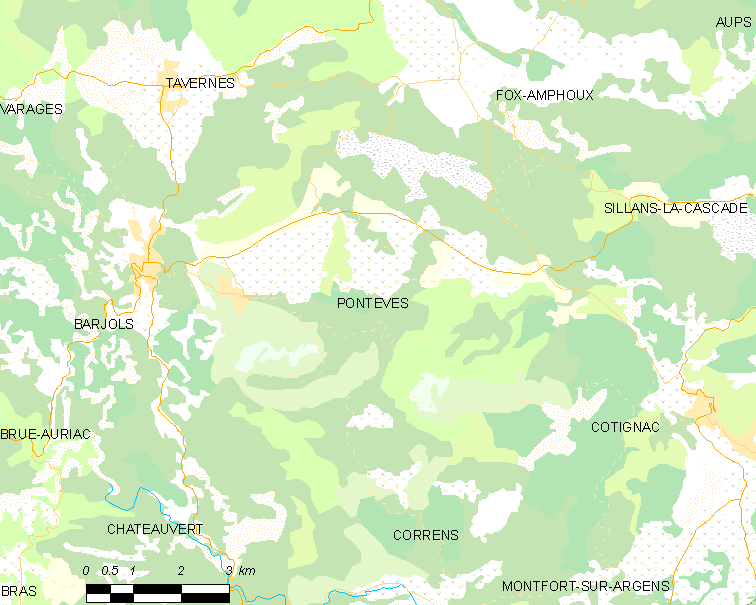
蓬特韦斯的OSM定位图

蓬特韦斯的时区为UTC+01:00、UTC+02:00（夏令时）。

## 行政
蓬特韦斯的邮政编码为83670，INSEE市镇编码为83095。

## 政治
蓬特韦斯所属的省级选区为圣马克西曼-拉圣博姆县。

## 人口

1962-2008年间蓬特韦斯人口变化图示

蓬特韦斯于2022年1月1日时的人口数量为764人。